# Заюнчковский, Юрий Петрович
Заюнчковский Юрий Петрович (18 марта 1921, Москва — 8 августа 1998, там же) — учёный-филолог, лингвист, переводчик, литератор, доцент Московского государственного университета, доктор филологических наук.

## Биография
Потомок русского генерала и военного историка Андрея Медардовича Зайончковского.
Ветеран Великой Отечественной войны. Участник боев под Сталинградом, на Курской дуге, под Варшавой. В 1945 году участвовал во взятии Берлина.

Заюнчковский Юрий Петрович (справа) с сыном Заюнчковским Сергеем Юрьевичем

По завершении Великой Отечественной войны окончил Военный институт иностранных языков и аспирантуру при МГУ. Создавал в МГУ им. Ломоносова кафедру романского языкознания и специальность «румынский язык».
В 1955 году защитил диссертацию на соискание учёной степени кандидата филологических наук по теме «Основные этапы творческого пути поэта Георге Кошбука».
В 1975 году защитил диссертацию на соискание учёной степени доктора филологических наук по теме «Ускоренное развитие румынской литературы и своеобразие стадий»
Благодаря Ю. П. Заюнчковскому румынский язык стал изучаться в качестве основной специальности. Проработал на кафедре более 40 лет до самой смерти.
Автор ряда учебников по румынскому языку, монографий и художественных переводов.
Автор военной повести: «Когда седеют мальчишки» и др.
Похоронен на Долгопрудненском кладбище.

## Награды и почётные звания
- Дважды кавалер Ордена Красной Звезды.

## Научные труды
1. Румыния вчера и сегодня / Заюнчковский Ю. П., — М., 1967. — 47 с. — 10000 экз.[5]
2. Хрестоматия румынской литературы XIX—XX веков (Книга для чтения по румын. яз.) / Заюнчковский Ю. П., ред. Р. А. Будаго. — М., изд. Моск. ун-та, 1976. — 382 с. — 700 экз.[6]
3. Учебник румынского языка : Для I курса филол. фак. ун-тов / Ю. П. Заюнчковский, Т. Николеску, Т. А. Репина. — М. : Высш. школа, 1982. — 311 с. — 4000 экз.[7]
4. Карманный русско-румынский словарь = Dictionar de buzunar rus-roman : 9500 слов. — М. : Рус. яз., 1983. — 405 с. Загл. пер.: Русско-румынский словарь. — 15000 экз.[8]
5. Румынский язык : Учеб. для 2-3-х курсов филол. фак. ун-тов. — М. : Высш. школа, 1989. — 247 с. Пер.: рум.: Limba romans?i curs superior / I.P. Zaiuneikovski, T.A. Repina. — 28000 экз. — ISBN 5-06-000190-3.[9]
6. Тудор Аргези. [Румынский писатель]: Библиогр. указ. / Всесоюзн. гос. б-ка иностр. лит. им. М. И. Рудомино [составитель О. В. Емельянова; отв. ред и авт. вступ. ст. Ю. П. Заюнчковский]. — М.: ВГБИЛ, 1992. — 294 с.[10]
7. Румынский язык : Учеб. [для вузов по направлению и специальности «Филология»] / Ю. П. Заюнчковский, Т. Николеску, Т. А. Репина ; С.-Петерб. гос. ун-т. — 2-е изд., перераб. и доп. — СПб. : Изд-во С.-Петерб. ун-та, 1996. — 470 с. — 2000 экз. — ISBN 5-288-01645-3.[11]

## Переводы и редакция
- Избранные стихи : Пер. с рум. Автор: Кошбук, Д [1866-1918]. (Джордже) / На обороте тит. л. сост.: Ю. Заюнчковский, [Грав. Е. Голяховского]. — Москва : Гослитиздат, 1958. — 254 с.[12]
- Кернбах В. Лодка над Атлантидой / Пер. с рум. Ю. Заюнчковского; Худ. В. Высоцкий. — М.: ДЛ, 1971. 336 с. 100 тыс. экз. (БПНФ) [Отв. ред. Н. М. Беркова; Худ. ред. Н. Г. Холодовская[13]
- Фульга Л. Люди без славы : Роман / Пер. с рум. Павлова П. Л., Минакова Б. И., Георгиева Г. Ф. Под ред. Заюнчковского Ю. П. — М.: Воениздат, 1974. — 476 с.[14]
- Кернбах В. Бездельник путешествует во времени / Пер. Ю. Заюнчковский.